# St. Johannes Baptist (Obersalwey)
Die Kapelle St. Johannes Baptist ist ein denkmalgeschütztes Kirchengebäude in Obersalwey, einem Ortsteil von Eslohe im Hochsauerlandkreis (Nordrhein-Westfalen).

## Geschichte und Architektur
Über die Entstehung der Kapelle und des Patroziniums St. Johannes Enthauptung liegen keine gesicherten Erkenntnisse vor. Es sind wohl Überreste einer Vorgängerkapelle aus vielleicht romanischer Zeit in einem Mauerabsatz des Chores enthalten. Auch in den Längswänden scheint in derselben Höhe ein Absatz erkennbar zu sein. Die Erweiterung zur heutigen Form dürfte mit geringen finanziellen Mitteln ausgeführt worden sein. Das Mauerwerk ist etwa einen Meter dick, darin finden sich auch Steine mit abgeschliffenen Kanten, ähnlich wie große Kiesel. Die mittelalterliche Ausstattung wurde während der truchsessischen Wirren oder des Dreißigjährigen Krieges vernichtet. Auch die Kapelle muss sehr starken Schaden genommen haben, denn bei einer Visitation der Gemeinde Eslohe um 1650, bei der der Weihbischof Bernhard Frick verschiedene Dorfkapellen konsekrierte, wurde sie nicht erwähnt. Der Altar, dessen Baujahr nicht belegbar ist, wurde 1672 renoviert. Von 1747 bis 1748 wurden das Dach und der Putz erneuert, somit muss das Mauerwerk schon einige Zeit gestanden haben. 1748 wurde auf den Dachreiter ein Wetterhahn mit einem kupfernen Knauf aufgesetzt. Im Inneren ist unter der obersten Schicht ein alter Haarputz auf einer Lehmputzschicht erhalten. Weitere Renovierungen sind für 1775 und 1827 belegt. Nach dem Ersten Weltkrieg wurde der Außenputz erneuert. Der Kirchenmaler Franz Schrudde malte 1931 den Innenraum neu aus. Eine umfangreiche Renovierung wurde 1986 durchgeführt. Die Kapelle wurde von innen und außen angestrichen, sie wurde trockengelegt, der Hahn wurde befestigt und die Bilder wurden restauriert.
Die Apsis des einschiffigen Gebäudes ist vorgesetzt. Das später verputzte Tonnengewölbe besteht aus eigenen Holzwinkeln. Die Hölzer aus Eiche wurden mit Stroh und Lehm umwickelt und so nebeneinander angefügt. Das Schieferdach ist mit einem Dachreiter bekrönt. In diesem hängt eine Glocke mit einem Durchmesser von etwa 50 cm. Sie trägt die Umschrift „Soli deo gloria 1780“ Eine sehr viel ältere Vorgängerglocke war wohl vorhanden. Der Eingang und die Fenster sind rundbogig gehalten; die beiden Teile der Eingangstür sind unterschiedlich groß. Die Tür aus Eichenholz ist mit Eisenbeschlägen und Verzierungen geschmückt, die auf eine Entstehung nach 1250 hindeuten.

## Ausstattung
- Die beiden Chorfenster aus neuerer Zeit zeigen Albertus Magnus und Johannes den Täufer. Das Altarkreuz ist in romanischer Form, der Korpus in gotischer Form gehalten.
- Die beiden Altarbilder, Öl auf Eichenholz, stammen aus einer Malerschule des Barock. Das kleinere zeigt die Muttergottes mit dem Jesuskind auf dem Schoß und Johannes den Täufer. Es wurde vom Kirchenmaler Schrudde ausgebessert.
- Das größere zeigt eine sehr seltene Darstellung der Geißelung Jesu. Jesus liegt auf der Erde vor einer Säule, der Henkersknecht trägt auffällige Tracht. Die Person linksaußen ist wohl ein Selbstporträt des Malers. Eine Retuschierung und Abwaschung des Bildes wurde schon vorgenommen.
- Die Empore wurde 1950 eingebaut, sie wurde in neuerer Zeit restauriert.
- Eine Läutemaschine wurde 1983 eingebaut.
- Der Tabernakel wurde 1995 erneuert.
- Für den Zelebrationsaltar wurden neue Kerzenleuchter gestiftet.